# Oie de la toundra
Anser serrirostris
Espèce
L’Oie de la toundra (Anser serrirostris) est une espèce d’oiseaux de la famille des Anatidae, quelquefois considérée comme une sous-espèce de l’Oie des moissons.

## Description
L'Oie de la toundra pèse entre 2 et 3,4 kg environ pour une longueur de 78 à 89 cm et une envergure d'environ 160 cm.

## Répartition
Cette espèce vit dans le nord de l’Europe, en Russie et notamment en Sibérie.

## Sous-espèces
Selon la classification de référence du Congrès ornithologique international (version 15.1, 2025) :
- Anser serrirostris rossicus Buturlin, 1933 — niche au nord de la Russie et au nord-ouest de la Sibérie ;
- Anser serrirostris serrirostris Gould, 1852 — niche au nord-est de la Sibérie.